# Тимин
Тимин, такође познат као 5-метилурацил, је пиримидинска нуклеобаза. Налази се у нуклеинској киселини ДНК. У РНК тимин замењује урацил у већини случајева. Тимин гради базни пар са аденином.
Тимин повезан са дезоксирибозом гради нуклеозид тимидин. Тимидин се може везати са једном, две или три групе фосфорне киселине, градећи редом ТМП, ТДП or ТТП (тимидин моно- ди- или трифосфат).